# 1900 no Brasil
Esta é uma cronologia dos fatos acontecimentos de ano 1900 no Brasil.

## Incumbentes
- Presidente do Brasil - Campos Sales (15 de novembro de 1898 – 15 de novembro de 1902)

## Eventos
- O Presidente do Brasil, Campos Sales, visita a Argentina. É a primeira visita, em caráter oficial, de um Chefe de Estado brasileiro ao exterior.[1]

- 15 de março: O Governo brasileiro envia a força da Marinha do Brasil para o Acre.
- 25 de abril: O território do Acre é reincorporado à Bolívia.
- 7 de maio: Começa a funcionar a primeira linha de bondes elétricos em São Paulo.
- 26 de maio: Entra em vigor o Tratado de Limites entre o Brasil e a Argentina.
- 3 de junho: Roberto Landell de Moura realiza sua segunda demonstração pública documentada do Transmissor de Ondas.
- 15 de agosto: Os primeiros imigrantes chineses chegam ao país.
- 28 de novembro: Fundação do Cinematógrafo Paris em São Paulo.

- 1 de dezembro: A Comissão de Arbitragem em Genebra, na Suíça, concede o posse do território do Amapá disputado ao Brasil, incorporado ao estado do Pará com o nome de Araguari.
- 24 de dezembro: Os brasileiros são derrotados pelos militares bolivianos, que dissolvem a República do Acre.
- 29 de dezembro: O exército da Bolívia ocupa o Acre, a república extinta.

## Nascimentos
- Data não determinada: José Aleixo Ribeiro da Silva, vulgo Zé Baiano, cangaceiro companheiro de Lampião (m. 1936)
- 1 de janeiro: Amadeo Luciano Lorenzato, pintor e escultor (m. 1995).
- 15 de março : Gilberto Freyre, sociólogo e escritor, vencedor do Prêmio Jabuti de Literatura em 1973 (m. 1987).
- 19 de abril: Iracema de Alencar, atriz (m. 1978).
- 6 de agosto: Vicente Rosal Ferreira Leite, pintor (m. 1941).
- 22 de agosto: Darcy Cazarré, ator de cinema e teatro (m. 1953)
- 9 de outubro: Ismael Nery, pintor (m. 1934).
- 4 de dezembro: Waldemar Levy Cardoso, marechal (m. 2009).
- Zina Aita, pintora e desenhista (m. 1967).

## Mortes
- 11 de janeiro: José Antônio Pereira, desbravador (n. 1825).
- 28 de janeiro: Américo Brasílio de Campos, advogado e dramaturgo (n. 1835).
- 18 de novembro: Apolinário João Pereira, deputado (n. 1864).
- 4 de dezembro: Artur Ferreira de Abreu, político (n. 1850).
- ?: Antônio Benedicto de Santa Bárbara, escultor e entalhador (n. 1811).